# Koeleria eriostachya
Koeleria eriostachya là một loài thực vật có hoa trong họ Hòa thảo. Loài này được Pancic mô tả khoa học đầu tiên năm 1856.